# Edward G. Boyle
Edward G. Boyle (* 30. Januar 1899 in Cobden, Ontario; † 17. Februar 1977 in Hollywood, Kalifornien) war ein kanadischer Szenenbildner.

## Leben
Boyle zog Mitte der 1920er Jahre nach Hollywood, wo er zunächst einen Stummfilm inszenierte. Ab 1931 hatte er verschiedene Tätigkeiten im Filmgeschäft inne; er begann als Requisiteur, wurde dann Set-Einrichter und schließlich stellvertretender Szenenbildner bei der Produktion von Ein Stern geht auf. Für Vom Winde verweht war er ohne Namensnennung im Abspann für das Szenenbild der Innenaufnahmen zuständig. Eine weitere nichtgenannte Mitarbeit hatte bei Charlie Chaplins Der große Diktator. 1942 erhielt er seine erste Oscar-Nominierung für den Abenteuerfilm Der Sohn von Monte Christo. In der Folge arbeitete er bei Die Spur im Dunkel mit Fred Zinnemann und wirkte an der Marx-Brothers-Komödie Eine Nacht in Casablanca mit.
Zwischen 1959 und 1966 arbeitete Boyle fünf Mal mit Billy Wilder zusammen, darunter dessen Filmklassiker Manche mögen’s heiß, für den Boyle seine zweite Oscar-Nominierung erhielt. 1961 erhielt er für Das Appartement bei seiner dritten Nominierung erstmals die Auszeichnung. Weitere Nominierungen hatte er in der Folge für Infam, Sieben Tage im Mai, Der Glückspilz und Gaily, Gaily. 1970 zog er sich aus dem Filmgeschäft zurück.

## Filmografie (Auswahl)
- 1937: Ein Stern geht auf (A Star Is Born)
- 1939: Vom Winde verweht (Gone with the Wind)
- 1940: Der große Diktator (The Great Dictator)
- 1942: Friendly Enemies
- 1942: Die Spur im Dunkel (Eyes in the Night)
- 1944: Up in Mabel’s Room
- 1945: Schlachtgewitter am Monte Cassino (Story of G.I. Joe)
- 1945: Das letzte Wochenende (And Then There Were None)
- 1946: Eine Nacht in Casablanca (A Night in Casablanca)
- 1947: Die Privataffären des Bel Ami (The Private Affairs of Bel Ami)
- 1947: Eine brennende Liebe (The Other Love)
- 1948: Eine Frau zuviel (No Minor Vices)
- 1948: Das ist also New York (So This is New York)
- 1951: Die Nacht der Wahrheit (The Big Night)
- 1951: … jetzt wird abgerechnet (The Bushwhackers)
- 1951: Steckbrief 7-73 (He Ran All the Way)
- 1951: Die Braut des Gorilla (Bride of the Gorilla)
- 1952: Wildes Blut (Ruby Gentry)
- 1952: Menschenjagd in San Francisco (The San Francisco Story)
- 1952: Maskierte Herzen (Sudden Fear)
- 1953: Invasion vom Mars (Invaders from Mars)
- 1954: Johnny Guitar – Wenn Frauen hassen (Johnny Guitar)
- 1954: Hölle 36 (Private Hell 36)
- 1956: Der Siebente ist dran (Seven Men from Now)
- 1957: Die Junggesellenparty (The Bachelor Party)
- 1958: Getrennt von Tisch und Bett (Separate Tables)
- 1958: Weites Land (The Big Country)
- 1958: Der Mann aus dem Westen (Man of the West)
- 1959: Manche mögen’s heiß (Some Like It Hot)
- 1959: Mit Blut geschrieben (Pork Chop Hill)
- 1960: Das Appartement (The Apartment)
- 1961: Infam (The Children's Hour)
- 1963: Das Mädchen Irma la Douce (Irma la Douce)
- 1963: Sieben Tage im Mai (Seven Days in May)
- 1964: Küss mich, Dummkopf (Kiss Me, Stupid)
- 1966: Der Glückspilz (The Fortune Cookie)
- 1967: Wie man Erfolg hat, ohne sich besonders anzustrengen (How to Succeed in Business Without Really Trying)
- 1968: Thomas Crown ist nicht zu fassen (The Thomas Crown Affair)
- 1969: Gaily, Gaily

## Auszeichnungen
- 1942: Oscar-Nominierung für Der Sohn von Monte Christo
- 1960: Oscar-Nominierung für Manche mögen's heiß
- 1961: Oscar für Das Appartement
- 1962: Oscar-Nominierung für Infam
- 1965: Oscar-Nominierung für Sieben Tage im Mai
- 1967: Oscar-Nominierung für Der Glückspilz
- 1970: Oscar-Nominierung für Gaily, Gaily